# Pusztaszemes
Pusztaszemes là một thị trấn thuộc hạt Somogy, Hungary. Thị trấn này có diện tích 10,39 km², dân số năm 2010 là 377 người, mật độ 36 người/km².